# Nelly Neppach
Nelly Neppach (Francoforte sul Meno, 16 settembre 1898 – Berlino, 7 maggio 1933) è stata una tennista tedesca, campionessa tedesca nel singolare femminile nel 1925.

## Biografia

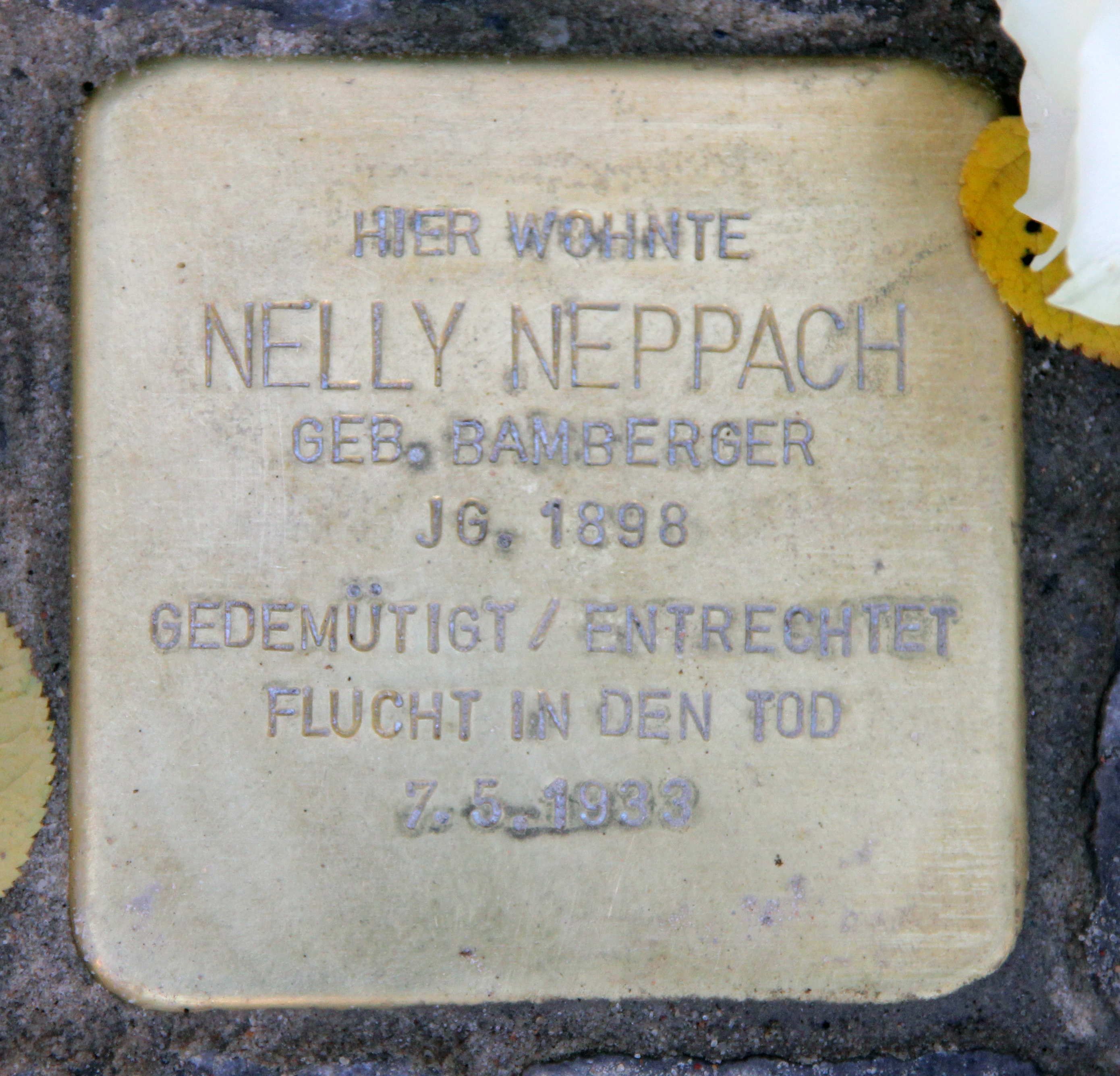
Pietra d'inciampo posta in Nachodstraße 22, a Berlino-Wilmersdorf

Nelly Neppach, nata Bamberger, nacque da una famiglia ebrea di Francoforte sul Meno, già in giovane età cominciò a praticare sport. Il suo primo successo in un torneo di tennis risale al 1910 quando aveva 12 anni.
Dopo la prima guerra mondiale sposò lo scenografo teatrale e cinematografico e produttore Robert Neppach, si trasferì a Berlino e divenne socia del Tennis Borussia. Raggiunse il culmine della sua carriera sportiva negli anni '20, il suo successo principale fu il titolo tedesco nel singolare femminile del 1925 nel quale sconfisse la sua rivale storica Ilse Friedleben.
Nel 1926, su invito della tennista francese Suzanne Lenglen ma contro il volere della federazione tedesca del tennis, si recò in Francia, prima atleta tedesca a recarsi presso il "nemico giurato" dopo il conflitto mondiale. Prese parte a diversi incontro lungo la riviera francese, fra le altre incontrò la Lenglen e la campionessa statunitense Helen Wills Moody.
Appena arrivata in Costa Azzurra ricevette diversi telegrammi da parte della federazione tennistica tedesca che le intimavano di interrompere le gare e rientrare in Germania pena l'esclusione dai tornei nazionali, nel marzo del 1926 Nelly rientrò da Nizza ma l'11 marzo la federazione, tramite un comunicato stampa, annunciò la sua espulsione immediata. Il contenuto del comunicato era carico di un tale astio e con delle allusioni antisemite così pesanti che l'esperto giornalista sportivo Wilhelm Meisl in un articolo pubblicato il 19 marzo nella Vossische Zeitung lo definì "una mostruosità".
A partire dal 1927 prese nuovamente parte a tornei, venne sconfitta agli ottavi di finale dell'Open di Francia da Eileen Bennett. Nel 1932 era al nono posto della classifica tedesca femminile. Pochi mesi dopo la presa di potere di Hitler del 1933 Nelly Neppach uscì, insieme agli altri membri di origine ebrea, dalla società di tennis berlinese che all'inizio di maggio si dichiarò "judenfrei". Dall'aprile del 1933 anche la federazione tennistica tedesca aveva stabilito l'esclusione di tutti i membri "non ariani" dai tornei internazionali.
Nella notte dal 7 all'8 maggio del 1933 Nelly si suicidò con un mix di Veronal e gas. È presumibile che l'esclusione dall'attività sportiva che considerava lo scopo della sua vita la portò ad uno stato depressivo. Non lasciò alcuna comunicazione scritta.
Sulla rivista ufficiale della federazione tennistica del maggio 1933 la morte di Nelly venne comunicata, in un trafiletto tra altre comunicazioni minori, annunciando che "la vita di Nelly Neppach ha avuto una conclusione rapida".